# Turnê de Despedida – Rebeldes para Sempre
A Turnê de Despedida – Rebeldes para Sempre foi a segunda e última turnê do grupo musical brasileiro Rebeldes, iniciada no dia 30 de setembro de 2012, com foco em promover seu segundo e último álbum de estúdio, Meu Jeito, Seu Jeito (2012). O grupo passou por várias cidades brasileiras para se despedir de seus fãs. A apresentação final da turnê, assim como do grupo, aconteceu em Belo Horizonte no dia 4 de maio de 2013.

## Antecedentes e desenvolvimento
Em 27 de agosto de 2012, foi revelado o fim do Rebeldes junto a telenovela que originou o grupo. A turnê de despedida foi anunciada no mês seguinte com início em 30 de setembro, em Belém, tendo foco em divulgar o até então aguardado último disco do grupo, Meu Jeito, Seu Jeito, que só foi lançado em dezembro. Em comunicado, os produtores do grupo escreveram uma carta de despedida e cada integrante deixou uma mensagem agradecendo o carinho do público. A turnê Nada Pode Nos Parar foi encerrada em 22 de setembro, em São José do Rio Preto. Em 29 de setembro, o grupo se apresentou no Festival NoCapricho de 2012, no Espaço das Américas, São Paulo, apresentando canções novas do Meu Jeito, Seu Jeito. Dez faixas do álbum foram incluídas no repertório da turnê, com "Sonho Real" e "Aperta o Start" sendo deixadas de fora. A gravação de um segundo DVD ocorreu na apresentação de estreia, porém acabou não sendo lançado.
Em março de 2013, Arthur Aguiar anunciou que estaria deixando o grupo para focar em seu papel na telenovela Dona Xepa, da Record, mas que iria estar presente em determinadas apresentações da turnê. Em 2022, durante seu confinamento no Big Brother Brasil 22, da TV Globo, Aguiar revelou que os shows que iriam acontecer sem sua presença foram cancelados por sua causa.
A última apresentação do Rebeldes estava programada para acontecer no dia 11 de maio de 2013, em Fortaleza, porém acabou sendo cancelada. A assessoria de imprensa da Record Entretenimento, responsável pelo grupo, não informou o motivo do cancelamento. Posteriormente, o show estava marcado para acontecer em 16 de março, mas foi transferido para 11 de maio por "problemas de logística" e de "pequenas irregularidades" no palco da apresentação. Com isso, a apresentação realizada em 4 de maio de 2013, em Belo Horizonte, acabou se tornando a última do grupo.

## Incidentes
Em 13 de outubro de 2012, a apresentação do grupo no Wet'n Wild em Salvador, foi marcada por confusão e desorganização por parte da produção do evento. A confusão começou quando os portões foram abertos, com o front-stage do local, espaço reservado para os que compraram o ingresso a $200, sendo tomado pelo público infantil presente no evento, causando empurra-empurra e tumulto e resultando em várias pessoas passando mal. Ao final da apresentação, o integrante Micael Borges anunciou uma nova apresentação do grupo em Salvador, em janeiro de 2013, que acabou não acontecendo. Cerca de dez mil pessoas estavam presentes no show.
Em 18 de novembro de 2012, os integrantes do Rebeldes foram agredidos por fãs na entrada de um hotel em Recife, durante a passagem da turnê de despedida no Chevrolet Hall, Olinda. Segundo Mel Fronckowiak, o grupo teve objetos pessoais roubados e sofreu retaliações do público.

## Repertório
Este repertório é representativo do show que aconteceu no dia 30 de setembro de 2012, em Belém. Ele não representa todos os shows da turnê.
1. "Rebelde para Sempre"
2. "Liberdade Consciente"
3. "Do Jeito Que Eu Sou"
4. "Tchau pra Você"
5. "Falando Sozinho"
6. "Só Amanhã"
7. "Recomeço"
8. "Começo, Meio e Fim"
9. "Certos Dias"
10. "Depois da Chuva"
11. "Nada Pode Nos Parar"
12. "O Amor Está em Jogo"
13. "Como um Rockstar"
14. "Juntos Até o Fim"
15. "A Voz das Estrelas"
16. "Um Dia de Cada Vez"
17. "Na Mesma Frequência"
18. "Meu Jeito, Seu Jeito"
19. "Tá em Casa"

Bis
1. "Rebelde para Sempre" (remix)

- "Funk do Google" foi adicionada em shows seguintes ao de 30 de setembro, depois do remix de "Rebelde para Sempre".
- "Meu Jeito, Seu Jeito" não foi performada no show de Goiânia do dia 30 de novembro de 2012.
- Em determinadas apresentações de 2013, os integrantes Micael Borges e Chay Suede adicionaram canções novas de suas carreiras solo no repertório da turnê. Arthur Aguiar também adicionou uma canção da banda que fazia parte, a F.U.S.C.A.

## Datas
| América do Sul         |                       |        |                                 |
| 30 de setembro de 2012 | Belém                 | Brasil | Cidade Folia                    |
| 13 de outubro de 2012  | Salvador              | Brasil | Wet'n Wild                      |
| 20 de outubro de 2012  | Muriaé                | Brasil | Parque de Exposição             |
| 21 de outubro de 2012  | Juiz de Fora          | Brasil | La Rocca                        |
| 3 de novembro de 2012  | Belo Horizonte        | Brasil | Arena Expominas                 |
| 15 de novembro de 2012 | Maceió                | Brasil | Musique                         |
| 16 de novembro de 2012 | João Pessoa           | Brasil | Forrock                         |
| 17 de novembro de 2012 | Natal                 | Brasil | Vila Folia                      |
| 18 de novembro de 2012 | Olinda                | Brasil | Chevrolet Hall                  |
| 23 de novembro de 2012 | Teresina              | Brasil | Atlantic City                   |
| 24 de novembro de 2012 | Fortaleza             | Brasil | Siará Hall                      |
| 30 de novembro de 2012 | Goiânia               | Brasil | Atlanta Music Hall              |
| 9 de dezembro de 2012  | São Paulo             | Brasil | Espaço das Américas             |
| 15 de dezembro de 2012 | Vitória               | Brasil | Ginásio Álvares Cabral          |
| 16 de dezembro de 2012 | Brasília              | Brasil | Ginásio Nilson Nelson           |
| 21 de dezembro de 2012 | Campos dos Goytacazes | Brasil | Centro de Eventos dos Populares |
| 19 de janeiro de 2013  | Belo Horizonte        | Brasil | Chevrolet Hall                  |
| 26 de janeiro de 2013  | Rio de Janeiro        | Brasil | Citibank Hall                   |
| 27 de janeiro de 2013  | São Paulo             | Brasil | Credicard Hall                  |
| 17 de março de 2013    | Olinda                | Brasil | Chevrolet Hall                  |
| 14 de abril de 2013    | Rio de Janeiro        | Brasil | Citibank Hall                   |
| 21 de abril de 2013    | São Paulo             | Brasil | Espaço das Américas             |
| 4 de maio de 2013      | Belo Horizonte        | Brasil | Chevrolet Hall                  |

### Apresentações canceladas
| Data                   | Cidade        | Local                            |
| ---------------------- | ------------- | -------------------------------- |
| 27 de outubro de 2012  | Macaé         | Centro de Convenções             |
| 25 de novembro de 2012 | Mossoró       | Porcino Park Center              |
| 3 de fevereiro de 2013 | Belém         | Amazônia Hall                    |
| 27 de abril de 2013    | Florianópolis | Stage Music Park                 |
| 28 de abril de 2013    | Joinville     | Complexo Centreventos Cau Hansen |
| 11 de maio de 2013     | Fortaleza     | Siará Hall                       |